# 孙家沟村
孙家沟村，是中华人民共和国山西省吕梁市临县三交镇下辖的一个村。。
2014年11月25日，孙家沟村公布为第三批中国传统村落。
2019年1月21日，孙家沟村公布为第七批中国历史文化名村。